# T-34 レジェンド・オブ・ウォー
『T-34 レジェンド・オブ・ウォー』（ティーさんじゅうよん レジェンド・オブ・ウォー、原題：T-34）は、2019年公開のロシア映画。
第二次世界大戦中、ナチス・ドイツ軍の捕虜になったソ連兵が、たった4人の味方と1台の戦車で立ち向かう姿を描いた戦争アクション映画。ニキータ・ミハルコフ製作。第18回ゴールデン・イーグル賞では作品賞を含む13部門にノミネートされ、監督賞、脚本賞、視覚効果賞の3部門を受賞した。
ロシア本国ではロシア映画史上最高のオープニング成績を記録、最終興行収入は40億円を超え、観客動員800万人という驚異的な数字を叩き出した。
日本ではツイン配給で2019年10月25日に公開。キャッチコピーは「全露No.1メガヒット！」「〈新次元〉戦車アクション・エンターテインメント！！」「宿敵を、撃て。」。
同年11月15日より『ダイナミック完全版』と銘打ってノーカット版がIMAX上映でのみ一週間限定公開されたのち、2020年2月14日より全国公開された。
日本での興行収入は約60万ドル（約6500万円）に達し、ロシア作品としてこの20年来の興行記録を更新した。
ロシア本国で2020年5月9日の対ドイツ戦勝記念日に国営テレビロシア1にて約3時間のディレクターズ・カット版が初公開された。日本では『最強ディレクターズ・カット版』として同年7月31日公開された。

## あらすじ
1941年11月、第二次世界大戦（独ソ戦）でドイツ軍がモスクワに迫る中、ソ連赤軍の新米士官イヴシュキンは、軍用トラック（調理設備を積んだトレーラーつき）で敵戦車の攻撃をかわし、ネフェドヴォ村の前線に到着する。
T-34-76戦車1両を任されたイヴシュキンは、友軍撤退の援護のため、翌11月27日にドイツの戦車中隊を待ち伏せ奇襲により翻弄するも、III号戦車を駆るイェーガーとの死闘により相打ち、捕虜となった。
1944年、イェーガーは戦車兵を育成する立場となり、ハインリヒ・ヒムラーやハインツ・グデーリアンから士官候補生の育成促進を求められて、捕虜のソ連戦車兵を実演演習の敵とすることを発案する。SIII強制収容所でイヴシュキンをみつけ、通訳の命と引き換えに演習への参加を了承させる。演習では砲弾なしの戦車で逃げ回る条件だった。
イヴシュキンは捕虜の中から仲間を選び、ドイツ軍が捕獲したT-34-85戦車を整備して演習に参加することになる。イヴシュキンらは戦車に残された同志の遺体の下になって見落とされていた砲弾を発見し、死体袋に隠して一緒に埋葬した。イヴシュキンは演習の機会に乗じて脱出することを計画、その準備を進めた。
演習当日、隠しておいた砲弾を搭載した戦車で士官候補生のパンター戦車を撃破すると、驚くイェーガーたちを尻目に収容所からの脱出に成功する。
脱出後ワイマールで補給した一行は、イェーガーの包囲網を避けチェコ方面へ向かっていた。包囲網と空中偵察により一行の行く先を読んだイェーガーはパンター戦車部隊を駆ってクリンゲンタールで待ち構える。決戦の地で宿敵が激突する。

## キャスト
| 役名                                                                                                 | 俳優                                                               | 日本語吹替   | 役柄 |
| --- | ------------------------------------------------------------------ | ------------ | --- |
| ニコライ・イヴシュキン Николай Ивушкин Nikolay Ivushkin                                              | アレクサンドル・ペトロフ Александр Петров Alexander Petrov         | 平川大輔     | 赤軍陸軍少尉、T-34-76車長兼砲手、T-34-85車長 モスクワ出身                                                                             |
| クラウス・イェーガー Клаус Ягер Klaus Jäger                                                          | ヴィンツェンツ・キーファー Винценц Кифер Vinzenz Kiefer            | （吹替なし） | ドイツ国防陸軍第11装甲師団大尉→第12SS装甲師団大佐、III号戦車(1)/パンター(111)車長                                                     |
| アーニャ・ヤルツェヴァ Аня Ярцева Anya Yartseva                                                      | イリーナ・スタルシェンバウム Ирина Старшенбаум Irina Starshenbaum  | 松本沙羅     | 強制収容所の通訳。東方労働者（ソ連の強制労働者） プスコフ出身                                                                         |
| ステパン・サヴェリエヴィチ・ヴァシリョノク Степан Савельевич Василёнок Stepan Savelyevich Vasilyonok | ヴィクトル・ドブロヌラヴォフ Виктор Добронравов Viktor Dobronravov | 中村和正     | T-34-76 /T-34-85操縦手、赤軍 戦車科軍曹 ボリシャヤ・ウホロダ(ベラルーシ)出身 家族：妻（アレクサンドラ）、息子（ペーチャ）             |
| ヴォルチョク（ディミヤン・ヴォルチコフ） Волчок (Демьян Волчков) Volchkov (Demyan Volchok)           | アントン・ボグダノフ Антон Богданов Anton Bogdanov                 | 関口雄吾     | T-34-85砲手。ペルミ出身 ヴォルチョク（小さな狼）の愛称はステパンがつけた。                                                            |
| セラフィム・イオノフ Серафим Ионов Seraphim Ionov                                                    | ユーリー・ボリソフ Юрий Борисов Yuriy Borisov                      | 峰晃弘       | T-34-85装填手。ケゴストロフ出身 |
| ヴォルフ（ハイン） Хайн Wolf (Hein)                                                                  | ヴォルフガング・チェルニー Вольфганг Черни Wolfgang Cerny          | （吹替なし） | ドイツ国防陸軍伍長、III号戦車(1)砲手                                                                                                  |
| ティーリケ Тилике Thielicke                                                                          | ヨシュア・グローテ Йошуа Гроте Joshua Grothe                       | （吹替なし） | ドイツ武装SS大尉 副官、パンター(112)車長                                                                                              |
| ヴァルター・グリム Walter Grimm                                                                      | Dirc Simpson                                                       | （吹替なし） | ドイツSS少佐 ナチ党員 SⅢ強制収容所の所長。イヴシュキンの拷問をした。家族：妻、娘2人、息子（グスタフ）                                 |
| ヴァイス Weiss                                                                                       | Christoph Glaubacker                                               | （吹替なし） | ドイツ少尉、SⅢ強制収容所の所員。名簿管理（ゲシュタポ） 家族：妻、息子（ジークフリート）、娘（ケティ）                                 |
| シュレーツァー Schlözer                                                                              | Chris Urban                                                        | （吹替なし） | ドイツ大尉、SⅢ強制収容所の所員。 |
| ハインリヒ・ヒムラー Heinrich Luitpold Himmler                                                       | ロビンソン・ライヘル Robinson Reichel                              | （吹替なし） | ドイツRFSS |
| グデーリアン将軍 Heinz Wilhelm Guderian                                                              | マイク・デイヴィス Mike Davies                                     | （吹替なし） | ドイツ国防陸軍上級大将 |
| ヴァシャ（ヴァシリー・テテリャ） Vasiliy Teterya                                                     | セミョーン・トレスクノフ Семён Трескунов Semyon Treskunov          | 石狩勇気     | 飯炊車の赤軍兵士 |
| パーヴェル・コブザレンコ Pavel Kobzarenko                                                            | アルトル・サピエニク Артур Сопельник Artur Sopelnik                | 真木駿一     | T-34-76装填手。 作中原語ではパーヴェルの略称パヴロで呼ばれる                                                                          |
| イワン・ルイコフ Ivan Lykov                                                                          | ピョートル・スクウォルツォフ Пётр Скворцов Pyotr Skvortsov         | 峰晃弘       | T-34-76前方銃手。 作中原語ではイワンの略称ワーニャで呼ばれる                                                                          |
| ミハイル・カリン Mikhail Korin                                                                       | アルチョム・ビストロフ Артём Быстров Artyom Bystrov                |              | 重症の赤軍大隊長。戦車科大尉。 作中原語ではミハイルの略称ミーシャで呼ばれる                                                           |
| グラム・ガブリア Guram Gabuliya                                                                      | グラム・バブリシュヴィリ Гурам Баблишвили Guram Bablishvili        | 佐々健太     | 赤軍陸軍曹長。歩兵分隊長。グルジア人                                                                                                  |
| ヴァセチキン Vasechkin                                                                               | ダニーラ・ラッソマーヒン Данила Рассомахин Danila Rassomakhin      | 山本兼平     | 赤軍歩兵 |
| マキーヴ Макеев                                                                                      | ヤロスラフ・シュテファノフ Ярослав Штефанов Yaroslav Shtefanov     | 石狩勇気     | 赤軍歩兵（機関銃）。コムソモール団員 （翻訳によってМакеевは「マケエフ」と訳される場合もある。「マキーヴ」が誤表記というわけではない） |
| ラピコフ Лапиков                                                                                     | Игорь Хрипунов                                                     |              | 赤軍中隊長。歩兵科大尉。ガブリアの上官。                                                                                              |
| 参謀長 начальник штаба                                                                               | Антон Шурцов                                                       |              | 赤軍歩兵連隊参謀長 上級中尉 |
| カリンの当番兵 ординарец Корина                                                                      | Василий Буткевич Vasiliy Butkevich                                 |              | 赤軍 戦車科下級軍曹。 |
| アレクサンドラ Alexandra                                                                             | Александра Торгушникова                                            |              | ステパンの妻（インターナショナル版は未登場）                                                                                          |
| ペーチャ（ピョートルの略称） Петя/Petya                                                              | Александр Запорожец (II)                                           |              | ステパンの息子（インターナショナル版は未登場）                                                                                        |
| イヴシュキンの母 мама Ивушкина                                                                       | ЕЛЕНА ДРОБЫШЕВА                                                    |              | イヴシュキンが手紙をあてて書いていた母親（インターナショナル版では手紙のみで未登場）                                                  |
| |                                                                    |              | |
| ボイスオーバー голос за кадром                                                                       | Артур Иванов                                                       | -            | ドイツ語のロシア語翻訳音声（ロシア本国版、機内上映版、IMAX完全版のみ。日本での劇場公開では基本ボイスオーバーは用いられていない）      |

## バージョン
ロシア本国と日本で公開されたバージョンについて記述。

### ロシア劇場公開版
139分　音声：ロシア語（ボイスオーバー方式）

ロシア国内で初めて公開されたオリジナル版。2018年12月27日よりIMAX上映が先行され、2019年1月1日からロシア全国上映された。ロシアでは12+（12歳以上向け作品）にレイティングされた。本編中のドイツ語のセリフはロシア語の翻訳音声をかぶせるボイスオーバー仕様となっている。ロシア国内でのテレビ初放送は2019年5月9日の対ドイツ戦勝記念日74周年に国営テレビロシア1にて行われた（放送時間21:00 - 23:20）。一部の予告編に本編未収録のシーンが所々あったが、2020年5月9日に対ドイツ戦勝記念日75周年でロシア1にて放映されたエクステンデッド版にて追加シーンとして網羅されている。現在はロシアの動画配信サービスivi.ruで公式無料公開されている。日本ではインターナショナル版公開後にオリジナル尺の『ダイナミック完全版』として公開された（後述）。

#### 2016年プロモーションビデオ
3分　音声：ロシア語・ドイツ語

2016年5月30日に公開された初の予告編。本編映像が一切使われてないプロモーション用のパイロットフィルムとなっている。当初の映画公開予定日は「2018年2月23日　祖国防衛の日」とロシア語で告知している。予告映像では冒頭に物語の舞台であろう「SIII強制収容所　1944年4月9日」の文字がロシア語で表示され、本編の捕虜のソ連戦車兵を使った実演演習と似たシーンが展開される。本編とのキャストも多少異なり、イヴシュキンと同等の役を本編には出演していないアントン・シャギンが担っている。BGMにドイツ合唱団の『Traditional Songs of the German Soldiers』に収録の「Panzerlied」、映画『マッドマックス 怒りのデス・ロード』の「Survive」、映画『28週後...』の「Don Abandons Alice」、映画『300 〈スリーハンドレッド〉 〜帝国の進撃〜』の「Marathon」が使用されている。本編撮影後は新しい予告編に差し替えられたため公式での公開はほぼされていないが、ロシアの公式動画配信サービスivi.ruなどで映像を確認できるところもわずかにある。

### インターナショナル版 （日本劇場公開版、通常版）
113分　音声：ロシア語・ドイツ語　字幕：日本語字幕

2019年10月25日 日本公開

ロシア国外での上映向けに編集された国際版であり日本で劇場初公開された際のバージョン。ロシア公開版と比べ26分短くされている。ボイスオーバーがなく一部のシーンで劇伴の演出が変更になっていたり、カットされているシーンがいくつかあり（イヴシュキンとイェーガーのやり取りや脱走後の給油シーン、エピローグなど）省略されているため話のつながりに引っかかってしまう部分もある。日本版公式Twitterでは通称『通常版』、ソフト化の際にBlu-rayのコンプリート版のみ『インターナショナル版』としてダイナミック完全版（ノーカット版）との区別がなされている。動画配信サービスによっては本作タイトルに「通常版」と付け加えられている場合もある。入場者特典としてコラボレーションしていたゲーム『War Thunder』のアイテムコード付きカードを数量限定配布。日本語吹替版については後述。
字幕翻訳：櫻田美樹／字幕監修：浪江俊明。
テレビ初放送：2020年11月8日　WOWOWシネマ（放送時間21:00 - 22:55）

#### 日本航空 機内上映版
113分　音声：ロシア語（ボイスオーバー方式）　字幕：日本語字幕

2019年10月～2020年1月 機内上映

日本劇場公開に先駆けて2019年10月（プログラム搭載の都合上9月末頃から）より日本航空国際線で機内上映された。インターナショナル版だが日本劇場公開版とは異なり本編中のドイツ語のセリフはロシア語の翻訳音声をかぶせるボイスオーバー仕様のままとなっている。

#### 日本語吹替版
113分　音声：日本語吹替・ドイツ語

日本語吹替版はソフト化時にインターナショナル版のみ制作された。そのため劇場上映は行われていない。なお作品内にて通訳者役が出る都合上、ドイツ語は原音・日本語字幕の演出となっている。
 翻訳：田辺佳子／演出：市来満／日本語版制作：株式会社EARLY WING。
テレビ初放送：2020年11月9日　WOWOWプライム（放送時間21:00 - 22:55）

#### [特撮コメンタリー付き]WOWOWプラス放映版
130分（本編113分）　音声：ロシア語・ドイツ語　副音声：日本語　字幕：日本語字幕

WOWOWプラスの企画番組「戦争映画特撮術」の第4弾としてインターナショナル版を放送。本編中のオーディオコメンタリーおよび本編前後にミリタリーファンとロシア通である声優の上坂すみれ、軍事評論家の岡部いさく、軍事研究家の田村尚也が出演（主音声・副音声ともにモノラル放送）。初回放送は2021年4月23日（放送時間23:15 - 翌1:30）
、英題は『T-34 (With Japanese Audio Commentary)』。

### 『ダイナミック完全版』
『T-34 レジェンド・オブ・ウォー ダイナミック完全版』のタイトルで公開。
当初日本で上映されていたインターナショナル版より26分長尺のノーカット版。インターナショナル版では描かれなかった人間関係や登場人物のエピローグなどの未公開シーンが追加されている。日本では下記の2バージョン公開されたが、全国公開版のことを指して「ダイナミック完全版」と呼ぶ場合がほとんどである。

#### IMAX版
139分　音声：ロシア語（ボイスオーバー方式）　字幕：日本語字幕（インターナショナル版から追加・修正あり）

2019年11月15日～2019年11月21日 日本公開

ロシア国内で公開されたIMAX版に日本語字幕を付けたもの。IMAX上映で一週間限定公開された際に「ダイナミック完全版」のタイトルが付けられた。上映は本編中のドイツ語に少し遅れてロシア語の翻訳音声をかぶせる本国ロシアの上映形態であるボイスオーバー仕様となっており複数人物のドイツ語を同一の男性が翻訳担当している（ドイツ語部分の日本語字幕はロシア語翻訳のタイミングで表示される）、日本人向けに上映前にボイスオーバーについての前置きが付け加えられている。インターナショナル版と劇伴・日本語字幕が一部異なっているシーンがある（劇伴は順序としてロシア公開版からインターナショナル版を作成時に変更がなされた）。入場者特典としてポストカードを数量限定配布。公開時はインターナショナル版のポスタービジュアルをそのまま使用していた。公開終了後も限定的にリバイバル上映された。日本では未ソフト化。
 字幕翻訳：櫻田美樹／字幕監修：浪江俊明。

#### 全国公開版
139分　音声：ロシア語・ドイツ語　字幕：日本語字幕（IMAX版から修正あり）

2020年2月14日 日本公開

IMAX版との違いとして、ロシア公開版からインターナショナル版（日本劇場初公開版）作成時と共通の再編集がなされており劇伴が変更されたシーンやボイスオーバーがなくなっている。日本語字幕もよりストーリーに沿うように一部表現が修正されているシーンがある。
新しく完全版仕様のビジュアルポスターとチラシ、パンフレットも作られ、キャッチコピーも新たに「さらなる進軍！」「同志たちのアツい声を受け、遂に完全版公開！」が付け加えられた。ソフト化はBlu-rayのコンプリート版のみ。
字幕翻訳：櫻田美樹／字幕監修：浪江俊明。
テレビ初放送：2021年11月6日　ムービープラス（放送時間20:56 - 23:45）

### 対ドイツ戦勝記念日75周年 ロシア1放映版（ロシア完全版）
約3時間　音声：ロシア語（ボイスオーバー方式）　字幕：ロシア語字幕

ロシア国内で2020年5月9日の対ドイツ戦勝記念日75周年に国営テレビロシア1にて初公開された新たなシーンを大幅に追加編集した約3時間のエクステンデッド版（放送時間21:00 - 翌0:10）。ロシアでのレイティングは12+（12歳以上向け作品）。ロシア国内では完全版としての扱いだが番組タイトルは『T-34』のままであった。ロシア語字幕付きで二部構成に分割されておりそれぞれの部の初めに第一部、第二部の表記が付け加えられ第一部終了時に第一部終了の表記、第二部開始時はタイトルロゴのアイキャッチが入る。ドイツ語はロシア語翻訳音声をかぶせるボイスオーバー仕様となっており、放映時はエンドロールが早回しされた。日本では『最強ディレクターズ・カット版』として劇場公開された（後述）。

翌年以降の放送

対ドイツ戦勝記念日76周年の2021年5月9日（放送時間22:10 - 翌1:10）

対ドイツ戦勝記念日77周年の2022年5月9日（放送時間23:15 - 翌2:30）

#### ロシア配信完全版
第一部 93分・第二部 89分　音声：ロシア語（ボイスオーバー方式）

ロシア国内でテレビ放映された約3時間バージョンのロシア国内配信版。完全版扱いでタイトル表記も『Т-34. Полная версия』となっている、現在はロシアの動画配信サービスivi.ruで公式無料公開されている（第一部と第二部が分割されている）。放映時にあったロシア語字幕はなくなっている。レイティングは12+（12歳以上向け作品）。

### 『最強ディレクターズ・カット版』
191分　音声：ロシア語・ドイツ語　字幕：日本語字幕（ダイナミック完全版から追加・修正あり）

2020年7月31日 日本公開
 『T-34 レジェンド・オブ・ウォー 最強ディレクターズ・カット版』のタイトルで公開。ロシア国内でテレビ放映された約3時間バージョンの劇場公開版。劇場公開は日本が世界初となる。『ダイナミック完全版』より52分さらに長い。2020年5月22日のTBSラジオ『アフター6ジャンクション』内「週間映画時評 MOVIE WATCHMEN」コーナーで「T-34」が取り上げられた際に、日本で3時間バージョンの劇場公開が予定されていることが明らかにされた。テレビ放映版のステレオ音源を劇場公開向けにマルチサラウンド変換されており上映前に前置きが付け加えられている。またテレビ放映版では二部構成に分割されていたが劇場版では第一部終了後にインターミッションはなく続けて第二部開始のタイトルロゴのアイキャッチから始まる。ボイスオーバーもなくなり、日本語字幕もさらなる追加修正がされている。新たなキャッチコピーは「完全版を超える、迫力の3時間を体感せよ！」「伝説の戦い、ここに終結。」、ポスタービジュアルも新規に作られた。日本でのみソフト化。
 字幕翻訳：櫻田美樹／字幕協力：市谷恵子、高内朝子／字幕監修：浪江俊明。
テレビ初放送：2021年12月9日　ムービープラス（放送時間21:00 - 翌0:30）

## その他
- 登場するT-34はすべて本物の車両を使用し、俳優自身が操縦している（ドイツ側の戦車は外観のみ似せたレプリカ）。
- ロケ地はカルーガ州の平野、チェコのロケト、ウーテリー、テレジーン、カチーナ宮殿、クレノヴァー、ドブジャニなど。
- イオノフ役のボリソフによれば最初に読んだ脚本では、映画の最後にイヴシュキンの腕がちぎれて、他の登場人物も全員死んでしまう結末となっていた[17][18]。
- 2022年3月・4月にムービープラスで放送予定であった「T-34」を含めたロシア製作の戦争映画が番組編成の都合で別の映画番組に変更された[19]。理由は明確にされていないが同年2月から始まったロシアによるウクライナの侵攻を受けて配慮したものとみられる。

## 関連商品

### ホームメディア
日本国内では、ツインが発売。
- T-34 レジェンド・オブ・ウォー コンプリート版＜インターナショナル版＆ダイナミック完全版＞ Blu-ray（2枚組、2020年4月29日）[20]
- T-34 レジェンド・オブ・ウォー Blu-ray（1枚、2020年4月29日）[20]
- T-34 レジェンド・オブ・ウォー DVD（1枚、2020年4月29日）[20]

- T-34 レジェンド・オブ・ウォー 最強ディレクターズ・カット版 Blu-ray（1枚、2020年12月23日）[21]
- T-34 レジェンド・オブ・ウォー 最強ディレクターズ・カット版 DVD（1枚、2020年12月23日）[21]

### サウンドトラック
- Т-34 (Официальный саундтрек)

ASIN B07X46NDSH
レーベル：Mars Media Entertainment
作曲：Ivan Burlaev & Dmitriy Noskov（トラック1、9 - 13、16、20 - 21）、Vadim Maevskiy & Alexander Turkunov（トラック2 - 8、14 - 15、17 - 19）
| 収録曲 1. Intro 2. Fear 3. Dawn 4. Noise 5. Attack 6. Death 7. Farewell | 0 1. Rage 2. Top Germans 3. Appelplatz 4. What’s Next? 5. Hope 6. Take Me With You 7. Escape | 0 1. Hunting 2. Oath 3. Enemy 4. Firing Field 5. Diversion 6. Bridge Fight 7. Coda |

### 前売券
- 2019年6月15日に、「洗浄（センジョウ）で使えるレジェンド手ぬぐい」付『T-34 レジェンド･オブ･ウォー』ムビチケカードの予約が開始された。

### 劇場物販
- PLATZ製  映画『レジェンド・オブ・ウォー』 T-34/85 1/35スケール プラモデル SP-125
- 『T-34 レジェンド・オブ・ウォー』劇場パンフレット
- 『T-34 レジェンド・オブ・ウォー ダイナミック完全版』劇場パンフレット

### 特集雑誌
- 月刊PANZER 2019年12月号　特集3ページ
- SCREEN 2020年6月号　特集4ページ
- MOVIESTAR 2020年8月号　特集6ページ
- 月刊Model Graphix 2020年11月号　特集38ページ
- 月刊Model Graphix 2020年12月号　特集4ページ

## 関連作品
- 映画『バルジ大作戦』 原題：Battle of the Bulge （1965年）
本作後半の機甲師団の演習シーンで指揮官棟のラジオから流れる「パンツァー・リート」はバルジ大作戦のサウンドトラック音源を使用している。

- 映画『異端の鳥』 原題：Nabarvené ptáče （2019年）
本作で翼の生えた赤い星のデザインなどを塗装されていたT-34-85戦車がほとんどマーキングを残したまま登場している。

- ゲーム『War Thunder』
ロシア製のFree-to-play型MMOコンバットゲーム。日本では本作の公開記念でコラボレーションキャンペーンを実施していた[22]。

【作品内容と直接の関連がないもの】
- 映画『鬼戦車T-34』 原題：Жаворонок （1965年）
本作と内容の類似点が多い作品。本作のパンフレットによれば監督のシドロフは同作と同じ伝承を基にしているものの、リメイクではないと述べている。
- テレビアニメ『ガールズ&パンツァー』
日本では本作を同作に見立てて表現されることもあるが、監督のシドロフは「『ガールズ&パンツァー』を観たか？」という質問に対し「存じ上げませんでした」と返答している[23]。 公開直後は、本作ヒットの背景に「ガールズ＆パンツァー」（以下、ガルパン）の人気があると配給会社のツインの社長、加畑氏は言及したが[24][25]、ロングラン後のコメントでは次第に客層は変化していったという[26]。2019年6月15日に『ガールズ＆パンツァー 最終章 第2話』が劇場公開されたが、同日から10月公開の本作の特報映像が劇場上映前の予告編として流されており、一部劇場ではガルパンを観にきた客層へ本作の特報も流されていた（同様に本作のチラシ配布とムビチケ発売も同日から開始されている）[27]。またガルパンで声の出演をしていたミリタリーファンとロシア通である声優の上坂すみれは本作公開前の見どころをナビゲートする特別動画を担当、また本作WOWOWプラス放映時のコメンタリー放送にもガルパンで軍事監修を務めた田村尚也と共に出演している。